# Fortunata Obrąpalska
Fortunata Obrąpalska, geborene Swurowska (geboren 1909 in Włodzimierz Wołyński; gestorben 10. Juni 2004 in Poznań) war eine polnische Fotografin.

## Biografie
Ihr Interesse an der Fotografie begann 1935 unter dem Einfluss ihres Mannes Zygmunt, einem Aktivisten der Union Polnischer Künstler und Fotografen (ZPAF), und ihres Freundes Jan Bułhak, den sie kurz vor dem Beginn des Krieges kennenlernte. In den frühen 1940er Jahren lebte sie mit ihrem Mann in Vilnius, Litauen. Dort wurden in ihrer Wohnung 1941 und 1942 zwei Untergrundausstellungen organisiert. 1945 zog sie nach Poznań, Polen, trat in den Verband der Fotografiebegeisterten in Poznań ein und wurde 1947 Mitglied des Verbandes der polnischen Künstlerfotografen. In dieser Zeit wurde ihr Werk auf zahlreichen Ausstellungen gewürdigt (Moderne polnische Fotografie, Warschau, Krakau 1948; 1. Ausstellung für moderne Kunst, Krakau 1948–1949). Zwischen 1948 und 1952 war sie Mitherausgeberin der ersten Nachkriegszeitschrift, die sich mit Fragen der künstlerischen Fotografie befasste, Świat Fotografii (Welt der Fotografie) in Poznan.
In den späten 1950er Jahren setzte Obrąpalska ihr früheres Interesse an der Ästhetik des Surrealismus aus den 1940er Jahren fort, indem sie die Themen, die sie zuvor erforscht hatte, weiterentwickelte und mit einer ästhetischen Faszination für die Materie oder die abstrakte Darstellung der Realität bereicherte. Diese beiden Perioden waren durch die Stilistik des sozialistischen Realismus getrennt, der in Polen obligatorisch war und in dem die Künstlerin mehrere Jahre lang versuchte, ihren eigenen kreativen Weg zu finden, indem sie Ausdruckstechniken wie Solarisation, Pseudo-Solarisation oder Mehrfachbelichtung verwendete.
Sie war Mitorganisatorin der internationalen Ausstellung „Schritt in die Moderne“ (1957) – der ersten nach der Zeit des Sozialistischen Realismus. Gegen Ende ihres Lebens wandte sie sich der Naturfotografie zu. Ihre größten retrospektiven Ausstellungen waren Präsentationen in der Städtischen Galerie „Arsenal“ (1999), im Museum für Fotografiegeschichte in Krakau (2001/2002) und in der Galerie für Fotografie B&B in Bielsko-Biała (2004); einige ihrer Fotografien schenkte sie dem Museum für Fotografiegeschichte.
Aufgrund einer schweren Allergie gegen die bei der Verarbeitung lichtempfindlicher Materialien verwendeten Chemikalien wurde Obrąpalska dazu gezwungen das Fotografieren einzustellen.

## Interessen und Auszeichnungen
Ihr künstlerisches Interesse an Surrealismus und Abstraktion brachte ihr zahlreiche Preise ein, darunter den ersten Preis beim ersten Fotowettbewerb des Ministeriums für Kultur und Kunst für ihre Serie „Diffusion in Liquid“. Es handelte sich dabei um eine Serie von Fotografien, die die bizarren Formen der schwarzen Tinte zeigen, die in einem Gefäß mit Wasser diffundiert. Diese Arbeiten waren weit davon entfernt, ein physikalisches Phänomen fotografisch zu dokumentieren. Die Künstlerin griff stark in ihre Form ein, und die einzelnen endgültigen Abzüge trugen ihre eigenen Titel, die ihnen entsprechend den Objekten, denen sie zu ähneln schienen, gegeben wurden. Sie versuchte, ihre Faszination für stereotype visuelle Störungen auf die Fotografie zu übertragen. Sie war Mitglied der Posener Gruppe 4F+R, zu der auch Alfred Lenica, Ildefons Houwalt und Feliks M. Nowowiejski gehörten.
Sie erhielt 1953 die Ehrenauszeichnungen der Internationalen Föderation für Fotokunst AFIAP und 1963 der EFIAP.